# Magneux (Haute-Marne)
Magneux település Franciaországban, Haute-Marne megyében. Lakosainak száma 154 fő (2022. január 1.). Magneux Brousseval, Sommancourt, Troisfontaines-la-Ville, Valleret és Wassy községekkel határos.

## Népesség
A település népességének változása:
| Lakosok száma | 139  | 171  | 178  | 150  | 182  | 178  | 167  | 163  | 161  | 154  |
|               | 1968 | 1982 | 1990 | 2006 | 2013 | 2015 | 2017 | 2019 | 2020 | 2022 |